# Югославы
Югосла́вы, или югослове́ны (серб. Jугословени; хорв. Jugoslaveni; босн. Jugosloveni; макед. Југословени; словен. Jugoslovani; черног. Jugosloveni; сербохорв. Jугословени / Jugosloveni, Jугославени / Jugoslaveni) — совокупность южнославянских народов (сербов, хорватов, боснийцев, черногорцев, словенцев и македонцев), составлявших население ныне распавшейся Югославии, а также представители этого населения.
В конце 1940-х годов численность югославов, проживавших в стране (то есть без учёта значимой диаспоры), превышала 16 млн человек. К началу 1980-х она возросла до 22,3 млн. В 1987 году естественный прирост составлял 7 на 1000 чел., рождаемость — 15 на 1000 чел., смертность — 9 на 1000 чел., детская смертность — 25 на 1000 новорождённых. Средняя продолжительность жизни — 72 года.

## Как этноним
В послевоенной социалистической Югославии понятие «югославы» приобрело квазиэтническое значение и стало обозначать возможность альтернативного национального самоопределения жителей страны, независимо от национальности — то есть включая как славянские, так и неславянские этносы, например косовских албанцев, венгров Воеводины, немецкого меньшинства в Словении, далматинских итальянцев и проч. Самоопределению югославов, в частности, способствовала государственная поддержка атеизма, поскольку основные различия между сербами, хорватами и боснийцами лежали именно в религиозной плоскости (православие, католицизм и ислам).
Введение и продвижение этнонима отражало стремление руководства Югославии к большей унификации населения, развитию наднационального самосознания у всех народов, населявших союзное федеративное государство (политика «братства и единства»). Глава югославского государства Иосип Броз Тито писал:

Я хочу увидеть тот день, когда Югославия сольётся в единую общность, когда она больше не будет лишь официально единой, но станет сообществом единой югославской нации.

С 1961 года слово «югославы» получило в СФРЮ официальное признание как этноним. Государственный курс на постепенное переосмысление этнической принадлежности находил определённое понимание и поддержку, особенно у потомков от смешанных браков. Если по переписи 1971 года югославами себя определили 273 077 человек (1,3 %), то в 1981 — уже 1 216 463 человека (5,4 %). Таким образом, югославов в Югославии оказалось тогда вдвое больше, чем черногорцев, одной из титульных наций федерации (577 298 чел.). Наибольшая доля их в то время была в Сербии (36 %) и Боснии и Герцеговине (26 %). По данным журнала «Эксперт», в начале 1990-х годов, то есть накануне распада Югославии, до 7 % её населения определяло себя как югославы.

## Югославы и югословены
Югославы — общее для всех народов Югославии название, включавшее сербов — 8,1 млн человек (39,7 % всего населения; данные переписи 1971 г.), хорватов — 4,5 млн. (около 22 %), словенцев — 1,7 млн, «мусульман» (этнических) — 1,65 млн, македонцев — 1,2 млн, черногорцев — 0,5 млн. Под югославами также могут пониматься южные славяне и изредка югословены (этноним югословены изредка использовался в советской и российской научной литературе начиная с 1980-х годов, но более массовым был и продолжает использоваться этноним — югославы). Например, в изданном в 1988 году издательством «Советская энциклопедия» историко-этнографическом справочнике «Народы мира» югословены характеризовались как «новая этническая общность, возникшая в условиях социалистической Югославии». Но в массовых изданиях для названия народов Югославии и как этноним как правило употребляется — «югославы». В энциклопедии 1999 года «Народы и религии мира», подготовленной Институтом этнологии и антропологии РАН на основе вышеупомянутого советского справочника, в связи с распадом Югославии статьи о югословенах уже нет, хотя часть из них продолжает называть себя югословенами.

## Современность
Распад страны и кровавые межэтнические столкновения 1990-х годов позже привели к определённому возрождению понятия как проявления югоностальгии по мирной довоенной жизни, способа заявить о политической позиции неприятия этнонационализма. Точных данных о количестве югославов в 2000-х годах нет, совокупно оно оценивается в диапазоне от 600 тысяч до 1,2 млн.
Согласно данным переписи населения Сербии 2002 года югословенами считали себя 80 721 человек. В то же время по переписи того же года в Словении югославов всего 527, а в 2001 году в Хорватии — 176 человек. Этому способствовал официальный курс новой власти. Например, президент Хорватии Франьо Туджман, призывая 14 декабря 1998 года к единению народа, одновременно указал на необходимость сокращения числа проживающих в стране сербов и «лиц, считающих себя югославами» (на тот момент последние составляли 9 % населения республики). Имеются националистические настроения и в Сербии. Например, Сербская радикальная партия резко осуждает «югославизм» как «историческую болезнь» и считает образование югославянского государства ошибкой.
Большое количество югославов традиционно ездит на заработки и проживает за пределами бывшей Югославии, в диаспоре. Среди наиболее значимых для югославов стран:
| - Германия — 590 000 чел. (1985) - США — 328 547 чел. (2000) | - Швейцария — 172 657 чел. (1991) - Канада — 65 305 чел. (2006) |

## Известные югославы
- Иосип Броз Тито — маршал, президент СФРЮ
- Карагеоргиевичи — княжеская и королевская династия Сербии и Югославии
- Иво Андрич — лауреат Нобелевской премии по литературе (1961)
- Сава Ковачевич — партизанский лидер НОАЮ, народный герой
- Людевит Гай — просветитель, создатель гаевицы, нормативной латинской графики сербохорватского языка
- Владимир Дворникович[англ.] (сербохорв. Vladimir Dvorniković) — философ, идеолог югославизма
- Анте Трумбич (сербохорв. Ante Trumbić) — политик, сыгравший одну из ключевых ролей в образовании югославского государства
- Меша Селимович — писатель, лауреат премии Негоша
- Гаврило Принцип — югославский[17] националист, убийца престолонаследника Австро-Венгрии эрцгерцога Франца Фердинанда и его супруги
- Милован Джилас — политик, член ЦК КПЮ, литератор, критик сталинизма
- Эмир Кустурица — кинорежиссёр, обладатель двух «Золотых пальмовых ветвей» Каннского фестиваля
- Горан Брегович — композитор, певец, создатель рок-группы Bijelo Dugme
- Здравко Чолич — эстрадный певец и композитор